# نسلية
نَسْلِيَة (الاسم العلمي: Neslia)، جنس نباتات من فصيلة الكرنبية. تضم نوع واحد فقط نسلية مستدقة.